# Arnstedt
Arnstedt è una frazione della città tedesca di Arnstein, nella Sassonia-Anhalt. 
Comune indipendente fino al 2009, dal 1º gennaio 2010 è stato incorporato come frazione nel comune di Arnstein.